# تحریک (فیلم ۲۰۰۶)
تحریک (به انگلیسی: Provoked) یا تحریک شده فیلمی است محصول سال ۲۰۰۶ و به کارگردانی جگ موندهرا است. در این فیلم بازیگرانی همچون آیشواریا رای، رابی کالترین، میراندا ریچاردسون، نوین اندروز، ناندیتا داس، کارن دیوید، ربکا پیدگئون ایفای نقش کرده‌اند.